# Сендаскі (округ, Огайо)
Шаблон:StateAbbr_ 41°22′ пн. ш. 83°09′ зх. д. / 41.36° пн. ш. 83.15° зх. д.
Округ  Сендаскі (англ. Sandusky County) — округ (графство) у штаті  Огайо, США. Ідентифікатор округу 39143.

## Демографія
За даними перепису 
2000 року 
загальне населення округу становило 61792 осіб, зокрема міського населення було 36074, а сільського — 25718.
Серед мешканців округу чоловіків було 30242, а жінок — 31550. В окрузі було 23717 домогосподарств, 16960 родин, які мешкали в 25253 будинках.
Середній розмір родини становив 3,04.
Віковий розподіл населення поданий у таблиці:
| Стать    | До 15 років | 15-21 | 22-29 | 30-39 | 40-49 | 50-65 | 65-85 | Понад 85 |
| -------- | ----------- | ----- | ----- | ----- | ----- | ----- | ----- | -------- |
| Чоловіки | 6775        | 3100  | 2825  | 4309  | 4879  | 4748  | 3292  | 314      |
| Жінки    | 6432        | 2855  | 2851  | 4297  | 4888  | 4891  | 4490  | 846      |

## Суміжні округи
- Оттава — північ
- Ері — схід
- Гурон — південний схід
- Сенека — південь
- Вуд — захід

## Виноски
1. ↑  U.S. Decennial Census. United States Census Bureau. Процитовано 11 лютого 2015.
2. ↑  Historical Census Browser. University of Virginia Library. Архів оригіналу за 11 серпня 2012. Процитовано 11 лютого 2015.
3. ↑  Forstall, Richard L., ред. (27 березня 1995). Population of Counties by Decennial Census: 1900 to 1990. United States Census Bureau. Процитовано 11 лютого 2015.
4. ↑  Census 2000 PHC-T-4. Ranking Tables for Counties: 1990 and 2000 (PDF). United States Census Bureau. 2 квітня 2001. Процитовано 11 лютого 2015.
5. ↑  State & County QuickFacts. United States Census Bureau. Архів оригіналу за 18 грудня 2015. Процитовано 11 лютого 2015. [Архівовано 2015-12-18 у Wayback Machine.](англ.) Наведено за англійською вікіпедією.
6. ↑  American FactFinder. Бюро перепису населення США. Архів оригіналу за 26 лютого 2012. Процитовано 31 січня 2008. [Архівовано 2008-05-21 у Wayback Machine.]

| США | Це незавершена стаття з географії США. Ви можете допомогти проєкту, виправивши або дописавши її. |